# Блэр, Уильям Джон
Уильям Джон Блэр (англ. William John Blair; 13 октября 1875 года, Эмбро, Онтарио, Канада — 24 апреля 1943 года, Ингерсолл, Онтарио, Канада) — канадский инженер, геодезист, фермер и политик. Член Консервативной партии Канады и Юнионистской партии, депутат Палаты общин Канады от Альберты (1917—1921).

## Биография
Уильям Джон Блэр родился 13 октября 1875 года в городе Эмбро (ныне — часть тауншипа Зорра), провинция Онтарио. Среднее образование получил в колледже Вудсток, затем окончил Университет Торонто, где получил степень бакалавра в области гражданского строительства. С 1904 года работал геодезистом в Онтарио. Тогда же начал делать первые шаги в политике: в 1907—1908 году он был мэром небольшого онтарийского города Нью-Лискерд (ныне — часть муниципалитета Темискаминг-Шорс).
В 1910 году Блэр переехал в Альберту, где продолжил работать геодезистом. Он стал кандидатом от Консервативной партии Канады на состоявшихся 27 мая 1912 года дополнительных выборах в Законодательное собрание Альберты по округу Седжвик, однако проиграл выборы действующему депутату — либералу Чарльзу Стюарту, впоследствии премьеру Альберты и федеральному министру.
В 1916 году вступил в ряды Вооружённых сил Канады в качестве вербовщика 151-го альбертского батальона Канадских экспедиционных сил, служил в этом качестве до 1917 года.
На федеральных выборах 1917 года Блэр, ставший кандидатом от Юнионистской партии в округе Баттл-Ривер, с небольшим отрывом победил кандидата от либералов Дэниэла Уэбстера Уорнера. Он служил в Палате общин в течение одного созыва парламента, после чего ушёл из политики.
В 1925 году Блэр тяжело заболел, после чего переехал с семьёй в город Барри, Онтарио. В 1930 году, после его выздоровления, семья Блэров вернулась в Альберту. Однако уже 1937 году Блэры вновь переехали в Онтарио из-за тромбоза, которым начал страдать глава семейства. 24 апреля 1943 года Уильям Джон Блэр скончался в городе Ингерсолл. К этому времени он уже несколько лет не выходил в свет из-за болезни.

## Семья
В 1906 году Уильям Джон Блэр женился на Лотти Мэй Незеркотт (англ. Lottie May Nethercott). В их семье было двое детей — дочь и сын.